# 1995年白俄羅斯公投
一場有四個問題的公民投票，於1995年5月14日在白俄羅斯和國會選舉同時舉行。四個問題分別為是否賦予俄語與白俄羅斯語同等的地位、是否應採用新的國家象徵，是否應與俄羅斯進行經濟一體化以及對憲法的修改，如果議會有系統地違反憲法，將允許提前舉行選舉。根據官方結果，所有四個議題都至少獲得了四分之三的選民的批准，投票率為64.8%。

## 背景
亞歷山大·盧卡申科總統於1993年曾試圖舉辦一場類似的關於國家象徵的公投，但在欠缺议会支持的情況下失敗。在1995年5月的公投前，盧卡申科提出了一項含有兩個綠色小橫條及一個紅色寬橫條的國旗設計草案。當其含義不明後，新的設計（在白俄羅斯被稱為「計畫」）於數日後提出，並被訴諸公投。

原國徽（帕霍尼亞）
新國徽草案
原國旗（白紅白旗）
新國旗草案

4月11日，白俄羅斯最高蘇維埃審議了全民公投的問題並批准了公投日期，但只批准審議與俄羅斯經濟一體化的問題。盧卡申科宣布他不會改變他的決定，聲稱自己將為公投承擔個人責任，宣佈這將是他與議會以目前的形式進行的最後一次討論；若最高蘇維埃不改變立場，他將暫停最高蘇維埃的活動，隨後，盧卡申科離開了議會。包括澤農·波茲尼亞克、彼得·薩多夫斯基在內的白俄羅斯人民陣線的19名議員決定在議會內進行絕食抗議，抗議總統不顧議會的決定組織公民投票。隨後，他們被白俄羅斯特別用途機動單位毆打並強行帶走。議員們以毆打罪為由起訴特種部隊，但沒有成功。

## 結果

### 俄語地位
您是否同意指定俄語的地位等同於白俄羅斯語？
| 選項                  | 得票      | %     |
| --------------------- | --------- | ----- |
| 支持                  | 4,017,273 | 86.8  |
| 反對                  | 613,516   | 13.2  |
| 空白/無效票           | 192,693   | –     |
| 總計                  | 4,823,482 | 100   |
| 登記選民數/投票率     | 7,445,820 | 64.8% |
| 來源: Nohlen & Stöver |           |       |

### 與俄羅斯融合
您是否支持總統旨在與俄羅斯實現經濟一體化的行動？
| 選項                  | 得票      | %    |
| --------------------- | --------- | ---- |
| 支持                  | 3,622,851 | 78.6 |
| 反對                  | 988,839   | 21.4 |
| 無效/空白票           | 211,792   | –    |
| 總計                  | 4,823,482 | 100  |
| 登記選民數/投票率     | 7,445,820 | 64.8 |
| 來源: Nohlen & Stöver |           |      |

### 國家象徵
您是否支持新設計的白俄羅斯共和國國旗及國徽？
| 選項                  | 得票      | %    |
| --------------------- | --------- | ---- |
| 支持                  | 4,020,001 | 87.0 |
| 反對                  | 602,144   | 13.0 |
| 無效/空白票           | 201,337   | –    |
| 總計                  | 4,823,482 | 100  |
| 登記選民數/投票率     | 7,445,820 | 64.8 |
| 來源: Nohlen & Stöver |           |      |

### 解散國會
您是否同意有必要對白俄羅斯共和國的《憲法》進行修改，該修改規定白俄羅斯共和國總統有計劃地或蓄意違反憲法時，必須儘早終止最高蘇維埃的全權？
| 選項                  | 得票      | %    |
| --------------------- | --------- | ---- |
| 支持                  | 3,749,266 | 81.4 |
| 反對                  | 857,485   | 18.6 |
| 無效/空白票           | 216,731   | –    |
| 總計                  | 4,823,482 | 100  |
| 登記選民數/投票率     | 7,445,820 | 64.8 |
| 來源: Nohlen & Stöver |           |      |

## 反應
此次公投的合法性存在著爭議。白俄羅斯反對派認為此次公投違反憲法，是非法行為，對其結果不予認可。

### 支持
白俄羅斯總統的支持者對公投結果表示滿意。他們表示，公投失敗後的民族主義勢力無權在該國掌權。總統支持者認為，為了鞏固社會，有必要改變象徵意義，使俄羅斯和白俄羅斯語言的地位保持平衡，總統解散最高蘇維埃的權利加強了權力平衡，別無選擇與俄羅斯經濟一體化。
俄羅斯國家杜馬發表聲明，對白俄羅斯公投的官方結果表示支持。

### 批評
白俄羅斯反對派質疑這次公投的有效性。根據前議員謝爾蓋·瑙姆奇克的說法，公投是非法的，因此其結果沒有法律效力：
1. 根據當時的全國公民投票法，在公民投票中質疑國家象徵和官方語言是根本不允許的；
2. 未辦理議會批准公投的手續；
3. 反對派接觸媒體的機會有限，反對派的觀察員報告稱計票存在欺詐行為。

原白俄羅斯憲法法院院長米哈伊爾·帕斯圖霍夫也指出，此次全民公投的問題和序言，違反了《白俄羅斯共和國主權宣言》第1、2、3 條，以及1994年《白俄羅斯共和國憲法》第17條和78條、《白俄羅斯共和國的全民投票（公民投票）法》第3條。第 1、2號問題侵犯了白俄羅斯人民建立主權國家、保障白俄羅斯文化和語言存在的不可剝奪的權利。根據帕斯圖霍夫的結論，關於語言和國家象徵的問題不能提交公投。第3號問題與白俄羅斯共和國既定的主權國家地位以及國際義務相矛盾。第4個問題不符合《白俄羅斯共和國主權宣言》的準則，根據該宣言，只有最高蘇維埃有權代表白俄羅斯共和國人民行事，此外，它還與1994年憲法的一些條款相抵触。帕斯圖霍夫認為，白紅白旗和帕霍尼亞徽章從法理上來說依然是白俄羅斯的國家象徵。
白俄羅斯獨立之後的第一任最高蘇維埃主席斯坦尼斯拉夫·舒什克維奇則指出，在公投之前，盧卡申科發動國家宣傳機器，將帕霍尼亞描繪成「法西斯象徵」。
歐安組織大會指出，公投違反了國際標準，並指出了對政府對媒體的控制、對投票過程的干擾以及對反對派活動的障礙的擔憂。美國國務院也批評了白俄羅斯政府，對此次公投表示遺憾。

## 事後
在宣佈公投結果的當天晚上，白俄羅斯總統辦公室主任伊萬·季堅科夫親自爬上明斯克政府大樓的屋頂，放下白紅白旗，將其剪成碎片，簽上名字作為紀念品。
1995年7月7日，盧卡申科簽署了關於新國旗和國徽的法令。